# HIM/Diskografie
Diese Diskografie ist eine Übersicht über die musikalischen Werke der finnischen Rockband HIM und ihrer Pseudonyme wie HER. Den Schallplattenauszeichnungen zufolge hat sie bisher mehr als drei Millionen Tonträger verkauft, davon alleine in ihrer Heimat über 460.000. Ihre erfolgreichste Veröffentlichung ist das zweite Studioalbum Razorblade Romance mit über einer Million verkauften Einheiten.

## Alben

### Studioalben
| Jahr | Titel Musiklabel                                            | Höchstplatzierung, Gesamtwochen, AuszeichnungChartplatzierungen (Jahr, Titel, Musiklabel, Platzierungen, Wochen, Auszeichnungen, Anmerkungen) | Höchstplatzierung, Gesamtwochen, AuszeichnungChartplatzierungen (Jahr, Titel, Musiklabel, Platzierungen, Wochen, Auszeichnungen, Anmerkungen) | Höchstplatzierung, Gesamtwochen, AuszeichnungChartplatzierungen (Jahr, Titel, Musiklabel, Platzierungen, Wochen, Auszeichnungen, Anmerkungen) | Höchstplatzierung, Gesamtwochen, AuszeichnungChartplatzierungen (Jahr, Titel, Musiklabel, Platzierungen, Wochen, Auszeichnungen, Anmerkungen) | Höchstplatzierung, Gesamtwochen, AuszeichnungChartplatzierungen (Jahr, Titel, Musiklabel, Platzierungen, Wochen, Auszeichnungen, Anmerkungen) | Höchstplatzierung, Gesamtwochen, AuszeichnungChartplatzierungen (Jahr, Titel, Musiklabel, Platzierungen, Wochen, Auszeichnungen, Anmerkungen) | Anmerkungen                                                   |
| Jahr | Titel Musiklabel                                            | DE | AT | CH | UK | US | FI | Anmerkungen                                                   |
| ---- | ----------------------------------------------------------- | --- | --- | --- | --- | --- | --- | ------------------------------------------------------------- |
| 1997 | Greatest Lovesongs Vol. 666 Terrier Records (BMG)           | DE50 (23 Wo.)DE | — | — | — | — | FI2 Platin · (29 Wo.)FI | Erstveröffentlichung: 3. November 1997 Verkäufe: + 68.719     |
| 1999 | Razorblade Romance Terrier Records (BMG)                    | DE1 ×3Dreifachgold · (58 Wo.)DE | AT1 Gold · (16 Wo.)AT | CH8 Gold · (32 Wo.)CH | UK— SilberUK | — | FI1 ×2Doppelplatin · (30 Wo.)FI | Erstveröffentlichung: 19. Dezember 1999 Verkäufe: + 1.011.036 |
| 2001 | Deep Shadows and Brilliant Highlights Terrier Records (BMG) | DE2 Gold · (26 Wo.)DE | AT1 Gold · (10 Wo.)AT | CH2 Gold · (11 Wo.)CH | — | US190 (1 Wo.)US | FI1 Platin · (11 Wo.)FI | Erstveröffentlichung: 27. August 2001 Verkäufe: + 248.009     |
| 2003 | Love Metal Terrier Records (BMG)                            | DE1 Gold · (20 Wo.)DE | AT5 (14 Wo.)AT | CH4 (15 Wo.)CH | UK55 Gold · (5 Wo.)UK | US117 (1 Wo.)US | FI1 Platin · (20 Wo.)FI | Erstveröffentlichung: 14. April 2003 Verkäufe: + 279.231      |
| 2005 | Dark Light Sire Records (WEA)                               | DE4 Gold · (13 Wo.)DE | AT4 (7 Wo.)AT | CH8 (7 Wo.)CH | UK18 Gold · (5 Wo.)UK | US18 Gold · (37 Wo.)US | FI1 Platin · (20 Wo.)FI | Erstveröffentlichung: 23. September 2005 Verkäufe: + 748.720  |
| 2007 | Venus Doom Sire Records (WEA)                               | DE3 (6 Wo.)DE | AT9 (4 Wo.)AT | CH5 (6 Wo.)CH | UK31 (2 Wo.)UK | US12 (2 Wo.)US | FI2 Gold · (9 Wo.)FI | Erstveröffentlichung: 14. September 2007 Verkäufe: + 30.818   |
| 2010 | Screamworks: Love in Theory and Practice Sire Records (WEA) | DE4 (5 Wo.)DE | AT7 (3 Wo.)AT | CH7 (4 Wo.)CH | UK50 (1 Wo.)UK | US25 (4 Wo.)US | FI2 Gold · (12 Wo.)FI | Erstveröffentlichung: 8. Februar 2010 Verkäufe: + 15.101      |
| 2013 | Tears on Tape We Love Music (UMG)                           | DE2 (6 Wo.)DE | AT7 (4 Wo.)AT | CH22 (3 Wo.)CH | — | US15 (2 Wo.)US | FI2 (10 Wo.)FI | Erstveröffentlichung: 26. April 2013 Verkäufe: + 20.000       |

### Livealben
| Jahr | Titel Musiklabel                                                        | Höchstplatzierung, Gesamtwochen, AuszeichnungChartplatzierungen (Jahr, Titel, Musiklabel, Platzierungen, Wochen, Auszeichnungen, Anmerkungen) | Höchstplatzierung, Gesamtwochen, AuszeichnungChartplatzierungen (Jahr, Titel, Musiklabel, Platzierungen, Wochen, Auszeichnungen, Anmerkungen) | Höchstplatzierung, Gesamtwochen, AuszeichnungChartplatzierungen (Jahr, Titel, Musiklabel, Platzierungen, Wochen, Auszeichnungen, Anmerkungen) | Höchstplatzierung, Gesamtwochen, AuszeichnungChartplatzierungen (Jahr, Titel, Musiklabel, Platzierungen, Wochen, Auszeichnungen, Anmerkungen) | Höchstplatzierung, Gesamtwochen, AuszeichnungChartplatzierungen (Jahr, Titel, Musiklabel, Platzierungen, Wochen, Auszeichnungen, Anmerkungen) | Höchstplatzierung, Gesamtwochen, AuszeichnungChartplatzierungen (Jahr, Titel, Musiklabel, Platzierungen, Wochen, Auszeichnungen, Anmerkungen) | Anmerkungen                         |
| Jahr | Titel Musiklabel                                                        | DE | AT | CH | UK | US | FI | Anmerkungen                         |
| ---- | ----------------------------------------------------------------------- | --- | --- | --- | --- | --- | --- | ----------------------------------- |
| 2008 | Digital Versatile Doom – Live at the Orpheum Theatre Sire Records (WEA) | DE37 (1 Wo.)DE | AT35 (2 Wo.)AT | — | — | US168 (1 Wo.)US | FI10 (7 Wo.)FI | Erstveröffentlichung: 1. April 2008 |

### Kompilationen
| Jahr | Titel Musiklabel                                                     | Höchstplatzierung, Gesamtwochen, AuszeichnungChartplatzierungen (Jahr, Titel, Musiklabel, Platzierungen, Wochen, Auszeichnungen, Anmerkungen) | Höchstplatzierung, Gesamtwochen, AuszeichnungChartplatzierungen (Jahr, Titel, Musiklabel, Platzierungen, Wochen, Auszeichnungen, Anmerkungen) | Höchstplatzierung, Gesamtwochen, AuszeichnungChartplatzierungen (Jahr, Titel, Musiklabel, Platzierungen, Wochen, Auszeichnungen, Anmerkungen) | Höchstplatzierung, Gesamtwochen, AuszeichnungChartplatzierungen (Jahr, Titel, Musiklabel, Platzierungen, Wochen, Auszeichnungen, Anmerkungen) | Höchstplatzierung, Gesamtwochen, AuszeichnungChartplatzierungen (Jahr, Titel, Musiklabel, Platzierungen, Wochen, Auszeichnungen, Anmerkungen) | Höchstplatzierung, Gesamtwochen, AuszeichnungChartplatzierungen (Jahr, Titel, Musiklabel, Platzierungen, Wochen, Auszeichnungen, Anmerkungen) | Anmerkungen                                             |
| Jahr | Titel Musiklabel                                                     | DE | AT | CH | UK | US | FI | Anmerkungen                                             |
| ---- | -------------------------------------------------------------------- | --- | --- | --- | --- | --- | --- | ------------------------------------------------------- |
| 2004 | And Love Said No – The Greatest Hits 1997–2004 Terrier Records (BMG) | DE5 Gold · (7 Wo.)DE | AT9 (6 Wo.)AT | CH18 (7 Wo.)CH | UK30 Gold · (7 Wo.)UK | — | FI2 Platin · (17 Wo.)FI | Erstveröffentlichung: 15. März 2004 Verkäufe: + 263.606 |
| 2006 | Uneasy Listening Vol. 1 RCA Records (Sony BMG)                       | DE37 (2 Wo.)DE | — | CH40 (2 Wo.)CH | — | US162 (1 Wo.)US | FI7 (9 Wo.)FI | Erstveröffentlichung: 27. Oktober 2006                  |
| 2007 | Uneasy Listening Vol. 2 RCA Records (Sony BMG)                       | DE38 (2 Wo.)DE | AT71 (1 Wo.)AT | CH61 (1 Wo.)CH | — | — | FI12 (5 Wo.)FI | Erstveröffentlichung: 20. April 2007                    |
| 2012 | XX – Two Decades of Love Metal RCA Records (Sony)                    | DE98 (1 Wo.)DE | — | — | — | — | FI4 (3 Wo.)FI | Erstveröffentlichung: 26. Oktober 2012                  |

### Remixalben
- 2010: SWRMXS

### EPs
- 1996: 666 Ways to Love: Prologue

## Singles
| Jahr | Titel Album                                                                       | Höchstplatzierung, Gesamtwochen, AuszeichnungChartplatzierungen (Jahr, Titel, Album, Platzierungen, Wochen, Auszeichnungen, Anmerkungen) | Höchstplatzierung, Gesamtwochen, AuszeichnungChartplatzierungen (Jahr, Titel, Album, Platzierungen, Wochen, Auszeichnungen, Anmerkungen) | Höchstplatzierung, Gesamtwochen, AuszeichnungChartplatzierungen (Jahr, Titel, Album, Platzierungen, Wochen, Auszeichnungen, Anmerkungen) | Höchstplatzierung, Gesamtwochen, AuszeichnungChartplatzierungen (Jahr, Titel, Album, Platzierungen, Wochen, Auszeichnungen, Anmerkungen) | Höchstplatzierung, Gesamtwochen, AuszeichnungChartplatzierungen (Jahr, Titel, Album, Platzierungen, Wochen, Auszeichnungen, Anmerkungen) | Höchstplatzierung, Gesamtwochen, AuszeichnungChartplatzierungen (Jahr, Titel, Album, Platzierungen, Wochen, Auszeichnungen, Anmerkungen) | Anmerkungen                                                |
| Jahr | Titel Album                                                                       | DE | AT | CH | UK | US | FI | Anmerkungen                                                |
| ---- | --------------------------------------------------------------------------------- | --- | --- | --- | --- | --- | --- | ---------------------------------------------------------- |
| 1996 | 666 Ways to Love: Prolugue 666 Ways to Love: Prologue EP                          | — | — | — | — | — | FI9 (7 Wo.)FI | Erstveröffentlichung: 16. Oktober 1996                     |
| 1997 | When Love and Death Embrace Greatest Love Songs Vol. 666                          | — | — | — | — | — | FI9 (7 Wo.)FI | Erstveröffentlichung: Oktober 1997                         |
| 1998 | Your Sweet 666 Greatest Love Songs Vol. 666                                       | — | — | — | — | — | FI7 (5 Wo.)FI | Erstveröffentlichung: 2. Februar 1998                      |
| 1998 | Wicked Game Greatest Love Songs Vol. 666                                          | — | — | — | — | — | — | Erstveröffentlichung: 28. September 1998                   |
| 1999 | Join Me (in Death) Razorblade Romance                                             | DE1 Gold · (22 Wo.)DE | AT2 Gold · (13 Wo.)AT | CH8 (26 Wo.)CH | — | — | FI1 Platin · (37 Wo.)FI | Erstveröffentlichung: 2. November 1999 Verkäufe: + 305.628 |
| 2000 | Right Here in My Arms Razorblade Romance                                          | DE22 (10 Wo.)DE | — | CH45 (12 Wo.)CH | — | — | FI1 (15 Wo.)FI | Erstveröffentlichung: 6. März 2000 Verkäufe: + 6.868       |
| 2000 | Poison Girl Razorblade Romance                                                    | DE34 (6 Wo.)DE | — | — | — | — | FI3 (5 Wo.)FI | Erstveröffentlichung: 3. Juli 2000                         |
| 2000 | Gone with the Sin Razorblade Romance                                              | DE19 (12 Wo.)DE | — | CH89 (7 Wo.)CH | — | — | FI1 (11 Wo.)FI | Erstveröffentlichung: 21. Oktober 2000                     |
| 2001 | Pretending Deep Shadows and Brilliant Highlights                                  | DE10 (9 Wo.)DE | AT36 (8 Wo.)AT | CH32 (7 Wo.)CH | — | — | FI1 (8 Wo.)FI | Erstveröffentlichung: 2. Juli 2001 Verkäufe: + 7.641       |
| 2001 | In Joy and Sorrow Deep Shadows and Brilliant Highlights                           | DE17 (8 Wo.)DE | — | CH98 (1 Wo.)CH | — | — | FI2 (4 Wo.)FI | Erstveröffentlichung: 8. Oktober 2001                      |
| 2002 | Heartache Every Moment & Close to the Flame Deep Shadows and Brilliant Highlights | DE20 (7 Wo.)DE | — | CH88 (2 Wo.)CH | — | — | FI2 (5 Wo.)FI | Erstveröffentlichung: 14. Januar 2002                      |
| 2003 | The Funeral of Hearts Love Metal                                                  | DE3 (9 Wo.)DE | AT26 (9 Wo.)AT | CH24 (7 Wo.)CH | UK15 (4 Wo.)UK | — | FI1 (12 Wo.)FI | Erstveröffentlichung: 17. März 2003                        |
| 2003 | The Sacrament Love Metal                                                          | DE22 (5 Wo.)DE | AT47 (6 Wo.)AT | CH71 (1 Wo.)CH | UK23 (2 Wo.)UK | — | FI4 (9 Wo.)FI | Erstveröffentlichung: 16. Juni 2003                        |
| 2003 | Buried Alive by Love Love Metal                                                   | DE27 (3 Wo.)DE | AT66 (2 Wo.)AT | CH98 (1 Wo.)CH | UK30 (2 Wo.)UK | — | — | Erstveröffentlichung: 5. Oktober 2003                      |
| 2004 | Solitary Man And Love Said No – The Greatest Hits 1997–2004                       | DE17 (7 Wo.)DE | AT45 (4 Wo.)AT | CH40 (2 Wo.)CH | UK9 (5 Wo.)UK | — | FI2 (7 Wo.)FI | Erstveröffentlichung: 1. März 2004                         |
| 2004 | And Love Said No And Love Said No – The Greatest Hits 1997–2004                   | — | — | — | — | — | FI2 (10 Wo.)FI | Erstveröffentlichung: Juli 2004                            |
| 2005 | Wings of a Butterfly Dark Light                                                   | DE10 (11 Wo.)DE | AT12 (12 Wo.)AT | CH28 (11 Wo.)CH | UK10 (4 Wo.)UK | US87 (2 Wo.)US | FI1 (7 Wo.)FI | Erstveröffentlichung: 5. September 2005                    |
| 2006 | Killing Loneliness Dark Light                                                     | DE32 (8 Wo.)DE | AT56 (4 Wo.)AT | CH44 (4 Wo.)CH | UK26 (2 Wo.)UK | — | FI2 (5 Wo.)FI | Erstveröffentlichung: 10. Februar 2006                     |
| 2006 | In Joy and Sorrow / Pretending Uneasy Listening Vol. 1                            | — | — | — | — | — | FI1 (9 Wo.)FI | Erstveröffentlichung: November 2006                        |
| 2007 | The Kiss of Dawn Venus Doom                                                       | DE44 (3 Wo.)DE | — | — | UK59 (1 Wo.)UK | — | FI2 (7 Wo.)FI | Erstveröffentlichung: 22. August 2007                      |
| 2009 | Heartkiller Screamworks: Love in Theory and Practice                              | DE34 (4 Wo.)DE | AT56 (2 Wo.)AT | — | — | — | FI5 (6 Wo.)FI | Erstveröffentlichung: 7. Dezember 2009                     |
| 2010 | Scared to Death Screamworks: Love in Theory and Practice                          | — | — | — | — | — | — | Erstveröffentlichung: 29. März 2010                        |
| 2012 | Strange World XX – Two Decades of Love Metal                                      | — | — | — | — | — | — | Erstveröffentlichung: 7. September 2012                    |
| 2013 | Tears on Tape                                                                     | — | — | — | — | — | — | Erstveröffentlichung: 12. März 2013                        |

## Videoalben und Musikvideos

### Videoalben
| Jahr | Titel                                                | Höchstplatzierung, Gesamtwochen, AuszeichnungChartplatzierungen (Jahr, Titel, Platzierungen, Wochen, Auszeichnungen, Anmerkungen) | Höchstplatzierung, Gesamtwochen, AuszeichnungChartplatzierungen (Jahr, Titel, Platzierungen, Wochen, Auszeichnungen, Anmerkungen) | Höchstplatzierung, Gesamtwochen, AuszeichnungChartplatzierungen (Jahr, Titel, Platzierungen, Wochen, Auszeichnungen, Anmerkungen) | Höchstplatzierung, Gesamtwochen, AuszeichnungChartplatzierungen (Jahr, Titel, Platzierungen, Wochen, Auszeichnungen, Anmerkungen) | Höchstplatzierung, Gesamtwochen, AuszeichnungChartplatzierungen (Jahr, Titel, Platzierungen, Wochen, Auszeichnungen, Anmerkungen) | Höchstplatzierung, Gesamtwochen, AuszeichnungChartplatzierungen (Jahr, Titel, Platzierungen, Wochen, Auszeichnungen, Anmerkungen) | Anmerkungen                                             |
| Jahr | Titel                                                | DE | AT | CH | UK | US | FI | Anmerkungen                                             |
| ---- | ---------------------------------------------------- | --- | --- | --- | --- | --- | --- | ------------------------------------------------------- |
| 2005 | Love Metal Archives Vol.1                            | DE15 (4 Wo.)DE | — | — | UK— GoldUK | — | FI— PlatinFI | Erstveröffentlichung: 25. April 2005 Verkäufe: + 38.197 |
| 2008 | Digital Versatile Doom – Live at the Orpheum Theatre | DE37 (1 Wo.)DE | AT35 (2 Wo.)AT | — | — | US168 (1 Wo.)US | FI10 (7 Wo.)FI | Erstveröffentlichung: April 2008                        |

Weitere Videoalben
- 2004: The Video Collection 1997–2003

### Musikvideos
| Jahr | Titel                          | Regie            |
| ---- | ------------------------------ | ---------------- |
| 1996 | Wicked Game (Version 1)        | Antto Melasniemi |
| 1998 | Wicked Game (Version 2)        | Markus Walter    |
| 1999 | When Love and Death Embrace    | Mikko Pitkänen   |
| 1999 | Join Me (in Death) (Version 1) | Robert Wilde     |
| 2000 | Right Here in My Arms          | Pasi Pauni       |
| 2000 | Poison Girl                    | —                |
| 2000 | Gone with the Sin              | Ercin Filizli    |
| 2000 | Join Me (in Death) (Version 2) | John Hillcoat    |
| 2000 | Wicked Game (Version 3)        | Bill Yükich      |
| 2001 | Pretending                     | Kevin Godley     |
| 2001 | In Joy and Sorrow              | John Hillcoat    |
| 2001 | Heartache Every Moment         | —                |
| 2002 | Close to the Flame             | —                |
| 2003 | The Funeral of Hearts          | Stefan Lindfors  |
| 2003 | Buried Alive by Love           | Bam Margera      |
| 2004 | The Sacrament                  | Bam Margera      |
| 2004 | Solitary Man                   | Bam Margera      |
| 2004 | And Love Said No               | Bam Margera      |
| 2005 | Wings of a Butterfly           | Meiert Avis      |
| 2005 | Killing Loneliness (Version 1) | Noble Jones      |
| 2006 | Killing Loneliness (Version 2) | Nathan Cox       |
| 2007 | The Kiss of Dawn               | Meiert Avis      |
| 2007 | Bleed Well                     | Meiert Avis      |
| 2010 | Heartkiller                    | James Copeman    |
| 2010 | Scared to Death                | Eugene Riecansky |
| 2013 | Tears On Tape                  | Stefan Lindfors  |
| 2013 | Into The Night                 | Stefan Lindfors  |
| 2013 | All Lips Go Blue               | Eugene Riecansky |

## Boxsets
| Jahr | Titel                 | Höchstplatzierung, Gesamtwochen, AuszeichnungChartplatzierungen (Jahr, Titel, Platzierungen, Wochen, Auszeichnungen, Anmerkungen) | Höchstplatzierung, Gesamtwochen, AuszeichnungChartplatzierungen (Jahr, Titel, Platzierungen, Wochen, Auszeichnungen, Anmerkungen) | Höchstplatzierung, Gesamtwochen, AuszeichnungChartplatzierungen (Jahr, Titel, Platzierungen, Wochen, Auszeichnungen, Anmerkungen) | Höchstplatzierung, Gesamtwochen, AuszeichnungChartplatzierungen (Jahr, Titel, Platzierungen, Wochen, Auszeichnungen, Anmerkungen) | Höchstplatzierung, Gesamtwochen, AuszeichnungChartplatzierungen (Jahr, Titel, Platzierungen, Wochen, Auszeichnungen, Anmerkungen) | Höchstplatzierung, Gesamtwochen, AuszeichnungChartplatzierungen (Jahr, Titel, Platzierungen, Wochen, Auszeichnungen, Anmerkungen) | Anmerkungen |
| Jahr | Titel                 | DE | AT | CH | UK | US | FI | Anmerkungen |
| ---- | --------------------- | --- | --- | --- | --- | --- | --- | --- |
| 2002 | The Single Collection | — | — | — | — | — | FI12 (4 Wo.)FI | Erstveröffentlichung: 7. Oktober 2002 Boxset bestehend aus zehn Maxi-CDs mit allen bis dahin veröffentlichten Singles und Bonusmaterial Platzierung in den Singlecharts |

## Promoveröffentlichungen
Promo-Singles
- 1999: It’s All Tears (Drown in This Love)
- 2005: Vampire Heart
- 2007: Bleed Well

## Sonderveröffentlichungen
Demos
- 1992: Witches and Other Night Fears
- 1995: This Is Only the Beginning

## Statistik

### Chartauswertung
|                     | DE     | AT     | CH     | UK    | US    | FI     |
| ------------------- | ------ | ------ | ------ | ----- | ----- | ------ |
| Nummer-eins-Alben   | DE2DE  | AT2AT  | CH—CH  | UK—UK | US—US | FI4FI  |
| Top-10-Alben        | DE8DE  | AT8AT  | CH6CH  | UK—UK | US—US | FI13FI |
| Alben in den Charts | DE15DE | AT11AT | CH10CH | UK5UK | US9US | FI15FI |

|                       | DE     | AT    | CH     | UK    | US    | FI     |
| --------------------- | ------ | ----- | ------ | ----- | ----- | ------ |
| Nummer-eins-Singles   | DE1DE  | AT—AT | CH—CH  | UK—UK | US—US | FI7FI  |
| Top-10-Singles        | DE4DE  | AT1AT | CH1CH  | UK2UK | US—US | FI19FI |
| Singles in den Charts | DE15DE | AT9AT | CH12CH | UK7UK | US1US | FI19FI |

### Auszeichnungen für Musikverkäufe
| Goldene Schallplatte - Griechenland - 2003: für das Album Love Metal - 2005: für das Album Dark Light - 2007: für das Album Venus Doom - Polen - 2000: für das Album Razorblade Romance - Russland - 2004: für das Album And Love Said No – The Greatest Hits 1997–2004 | Platin-Schallplatte - Europa - 2004: für das Album Razorblade Romance - Russland - 2003: für das Album Love Metal |

Anmerkung: Auszeichnungen in Ländern aus den Charttabellen bzw. Chartboxen sind in ebendiesen zu finden.
| Land/RegionAuszeichnungen für Musikverkäufe (Land/Region, Auszeichnungen, Verkäufe, Quellen) | Silber  | Gold       | Platin       | Verkäufe    | Quellen           |
| -------------------------------------------------------------------------------------------- | ------- | ---------- | ------------ | ----------- | ----------------- |
| Deutschland (BVMI)                                                                           | —       | 6× Gold6   | Platin1      | 1.150.000   | musikindustrie.de |
| Europa (IFPI)                                                                                | —       | —          | Platin1      | (1.000.000) | ifpi.org          |
| Finnland (IFPI)                                                                              | —       | 2× Gold2   | 9× Platin9   | 466.074     | ifpi.fi           |
| Griechenland (IFPI)                                                                          | —       | 3× Gold3   | —            | 27.500      | Einzelnachweise   |
| Österreich (IFPI)                                                                            | —       | 3× Gold3   | —            | 70.000      | ifpi.at           |
| Polen (ZPAV)                                                                                 | —       | Gold1      | —            | 50.000      | olis.pl           |
| Russland (NFPF)                                                                              | —       | Gold1      | Platin1      | 30.000      | 2m-online.ru      |
| Schweiz (IFPI)                                                                               | —       | 2× Gold2   | —            | 45.000      | hitparade.ch      |
| Vereinigte Staaten (RIAA)                                                                    | —       | Gold1      | —            | 500.000     | riaa.com          |
| Vereinigtes Königreich (BPI)                                                                 | Silber1 | 4× Gold4   | —            | 385.000     | bpi.co.uk         |
| Insgesamt                                                                                    | Silber1 | 23× Gold23 | 12× Platin12 |             |                   |